# Hardwick (Minnesota)
Hardwick es una ciudad ubicada en el condado de Rock en el estado estadounidense de Minnesota. En el Censo de 2010 tenía una población de 198 habitantes y una densidad poblacional de 43,86 personas por km².

## Geografía
Hardwick se encuentra ubicada en las coordenadas 43°46′27″N 96°11′51″O / 43.77417, -96.19750. Según la Oficina del Censo de los Estados Unidos, Hardwick tiene una superficie total de 4.51 km², de la cual 4.51 km² corresponden a tierra firme y (0%) 0 km² es agua.

## Demografía
Según el censo de 2010, había 198 personas residiendo en Hardwick. La densidad de población era de 43,86 hab./km². De los 198 habitantes, Hardwick estaba compuesto por el 97.98% blancos, el 0% eran afroamericanos, el 2.02% eran amerindios, el 0% eran asiáticos, el 0% eran isleños del Pacífico, el 0% eran de otras razas y el 0% pertenecían a dos o más razas. Del total de la población el 1.52% eran hispanos o latinos de cualquier raza.